# 新疆图书馆
新疆图书馆（維吾爾語：شىنجاڭ كۇتۇپخانىسى‎），即新疆维吾尔自治区图书馆，是新疆维吾尔自治区级综合性公共图书馆。新疆图书馆位于中华人民共和国新疆维吾尔自治区乌鲁木齐市新市区北京南路78号。新疆图书馆是新疆古籍保护中心所在地，也是第二批全国古籍重点保护单位。

## 历史
新疆图书馆初为新疆省立图书馆，始建于民国十九年（1930年），馆址最初设在中华民国新疆省迪化市（今乌鲁木齐市）书院巷北首的地梁书院内，隶属于新疆省政府教育厅。建馆时，由教育厅厅长兼任新疆省立图书馆馆长，并设有两名事务员，直到民国二十二年 （1933年）方才专设馆长管理图书馆。民国二十四年 （1935年），新疆省立图书馆成为了新成立的新疆省立民众教育馆的一部分。此时的新疆省立图书馆藏书仅5,000册，其中包括《御定佩文韵府》等旧籍，新书也多为清代光绪、宣统年间出版的。后经时任馆长邵斯浩努力，从南京、上海等地购书，新疆省立图书馆稍有起色。然而不多久，新疆省立图书馆因战乱停顿。
民国三十五年（1946年）11月，图书馆重建并被重新命名为新疆省立中正图书馆。新疆省立中正图书馆位于中南正街，馆藏图书3.5万册，有17名工作人员。1949年新疆和平解放后，图书馆迁至中山路，并更名为新疆省迪化图书馆，另外新设了儿童阅览室。1953年，图书馆更名为新疆省人民图书馆，并扩建为建筑面积250平方米的图书馆，另外新设了书库和阅览室。1955年，随着新疆维吾尔自治区的成立，图书馆也更名为新疆维吾尔自治区图书馆。新疆维吾尔自治区图书馆迁址至新华南路，馆舍使用面积超过600平方米。1958年，图书馆馆舍面积超过2,300平方米，有19名工作人员，藏书超过27万册。
1999年10月23日，位于乌鲁木齐市新市区北京南路78号的新疆维吾尔自治区图书馆新馆建成。该馆建筑面积近2.5万平方米，拥有阅览席2500个。2003年之后，新疆图书馆先后在乌鲁木齐市开办了少儿馆、新一心分馆、第四监狱分馆及许多社区图书馆，在伊宁市开办伊犁师范学院分馆、在阿瓦提县开办龙子心小学分馆等地州的图书馆分馆。二十一世纪初，新疆图书馆不仅完成了网站的建成，还搭建起了少数民族文献数据库和汉文期刊数据库。除此之外，新疆图书馆還出版发行了《西域图书馆论坛》等学术期刊。2008年9月，设立在新疆图书馆的新疆古籍保护中心揭牌成立。2019年9月20日，新疆图书馆二期改扩建工程完工，图书馆对外开放。此次扩建将馆舍面积增加到了5.6万平方米，设计藏书500万册，阅览席位3,000个。

## 现状
新建成的新疆图书馆开发区域主要有一到三层的享读空间、乐游空间、报刊阅览室以及公共阅览区和城市书房。另外，图书馆设有智能自助借还设备及咖啡借阅机等设备。新疆图书馆还开通了微信公众号、抖音官方账号等社交媒体账户，为读者提供线上服务。新疆图书馆隶属于中华人民共和国新疆维吾尔自治区文化和旅游厅，下设14个处室，包括办公室、党委办公室、财务室、后勤保障部、采编部、研究辅导部（学会）、古籍部、技术部、少儿部、地方文献部、报刊部、读者服务中心、信息提供中心以及总咨询台。2021年，图书馆单位编制101人，在职90人。
截止到2021年，新疆图书馆馆藏有汉文、维吾尔文、哈萨克文、柯尔克孜文、蒙古文、锡伯文等不同语言文字的文献书籍超过246万册，数字资源100TB。新疆图书馆（新疆维吾尔自治区古籍保护中心）藏有察合台文的《纳瓦依诗集》清代抄本、《伊玛目列传》及《祈祷手册》清写本、《穆圣传》清雍正元年抄本、《天堂的钥匙》十八世纪末抄本、《巴布尔概论》十九世纪抄本，汉文的《精选古今名贤丛话诗林广记》明弘治十年刻本等被列入国家珍贵古籍名录的珍贵古籍。新疆图书馆（新疆维吾尔自治区古籍保护中心）也在2009年被列为第二批全国古籍重点保护单位。